# The Hostage
The Hostage er en amerikansk stumfilm fra 1917 af Robert Thornby.

## Medvirkende
- Wallace Reid som Løytnant Kemper.
- Dorothy Abril som Nathalia.
- Gertrude Short som Sophia.
- Clarence Geldert som Brigader.
- Guy Oliver som Vanvoyd.